# Ro Persei
Ro Persei (ρ Per) – gwiazda w gwiazdozbiorze Perseusza (wielkość gwiazdowa: 3,32m). Jej odległość od Słońca to około 307 lat świetlnych.

## Nazwa
Gwiazda ta ma tradycyjną nazwę własną Gorgonea Tertia, „trzecia Gorgona”, nawiązującą do mitu o Perseuszu. Pozostałymi Gorgonami są Algol (Beta Persei), Pi i Omega Persei.

## Właściwości fizyczne
Jest to czerwony, jasny olbrzym należący do typu widmowego M4. Jego temperatura to 3460 K, wypromieniowuje ona 3275 razy więcej energii niż Słońce, większość w zakresie podczerwieni. Jej promień jest 152 razy większy niż promień Słońca, według bezpośrednich pomiarów średnicy kątowej gwiazdy, a jej masa jest około 3 razy większa od masy Słońca.
Ro Persei zalicza się do gwiazd zmiennych półregularnych typu mi Cephei, jej jasność zmienia się w przedziale 3,3–4,0m w czasie około siedmiu tygodni. Gwiazda kończy swoje życie i stopniowo traci masę, ma obecnie nieaktywne węglowo-tlenowe jądro; w przyszłości odrzuci otoczkę, a jądro stanie się białym karłem.